# Kapitol v Čandígarhu
Kapitol v Čandígarhu (hindsky चंडीगढ़ कैपिटल कॉम्प्लैक्स ) je komplex administrativních budov na okraji města Čandígarh v severní Indii, asi 240 km severně od Dillí.

## Historie
Město Čandígard je mezinárodně proslulé neobvyklou architekturou. Čandígard je jedno z měst v Indii, postavené na zelené louce poté, co Indie získala nezávislost (celková výstavba byla zahájena v roce 1953). Autorem projektu města je slavný francouzský architekt Le Corbusier.
V roce 2016 byl komplex Kapitolu s 16 dalšími objekty architekta Le Corbusiera v sedmi zemích světa zařazen mezinárodní organizací UNESCO na seznam Světového dědictví – Stavby navržené Le Corbusierem.
Komplex Kapitolu se skládá ze tří architektonických struktur: budovy sekretariátu, budovy zákonodárného sboru a Justičního paláce, které jsou odděleny širokými oblastmi. V samém středu komplexu se nachází 26 metrů vysoká rotující Socha otevřené dlaně, symbolizující heslo města: „připraveno dát, připraveno přijmout!“. Budovy se nacházejí na úpatí Himálaje na náměstí o rozměrech 800 krát 800 metrů, jsou vyňaty z hranic města a vynikají dobře na pozadí ostatních městských budov.
Budova sekretariátu (výstavba v letech 1953–1959) je z monolitického betonu, má výšku 42 metrů a délku 254 metrů. Připomíná další dílo Corbusiera, budovu „Housing“ v Marseille. Fasáda budovy byla navržena podle soubor harmonických proporcí vhodných pro lidské měřítko – moduloru. Při dokončování stavby proběhly první architektonické experimenty s plasty, které se ve výstavbě dosud nepoužívaly.
Budovy zákonodárného sboru – postavené z monolitického betonu. Skládájí se ze dvou hlavních sálů pro dvě vládní komory. Stropy obou pokojů jsou vyzdobeny neobvyklým způsobem. Jeden je malý čtyřstěn, zatímco druhý je mnohem vyššího a válcového tvaru a zdá se, že proráží strop jako obrovský komín. Fasáda budovy zdobená sloupy má výhled na umělou nádrž.
Justiční palác (výstavba v letech 1951–1957) – z monolitického betonu. Jedná se o funkční budovu, ve které sídlí Nejvyšší soud států Paňdžáb a Harijána. Jedná se o obrovskou betonovou krabici, která rámuje vnitřní hlavní budovu a vytváří stín.
Socha otevřené dlaně – symbolický pomník v podobě otevřené dlaně rotující ve větru. Je vyroben z kovu, má výšku 26 metrů a váží asi 50 tun. Je symbolem „míru a smíření“.
Ve své práci se Corbusier snažil spojit indickou filozofii a západní městské plánování.

## Galerie

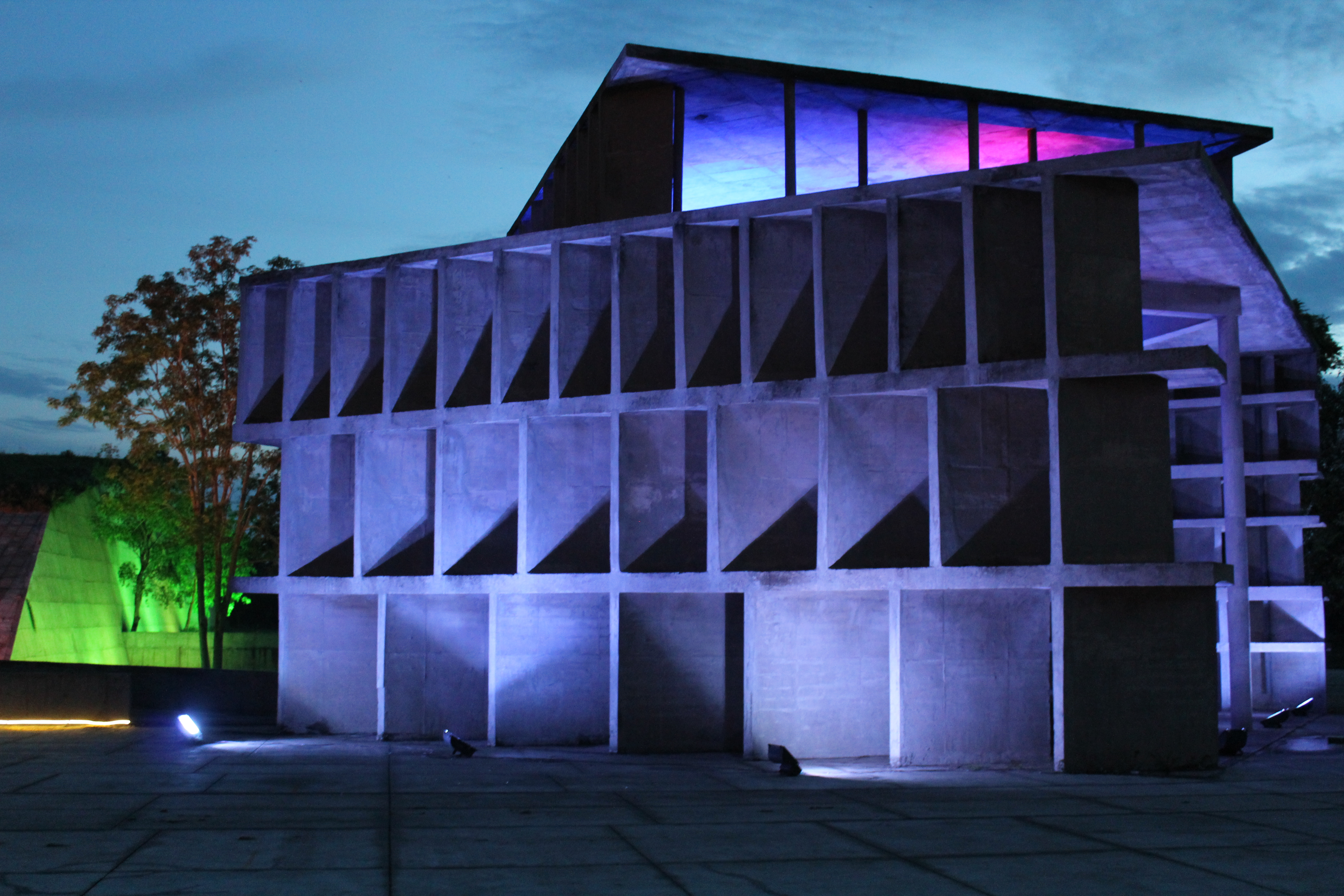
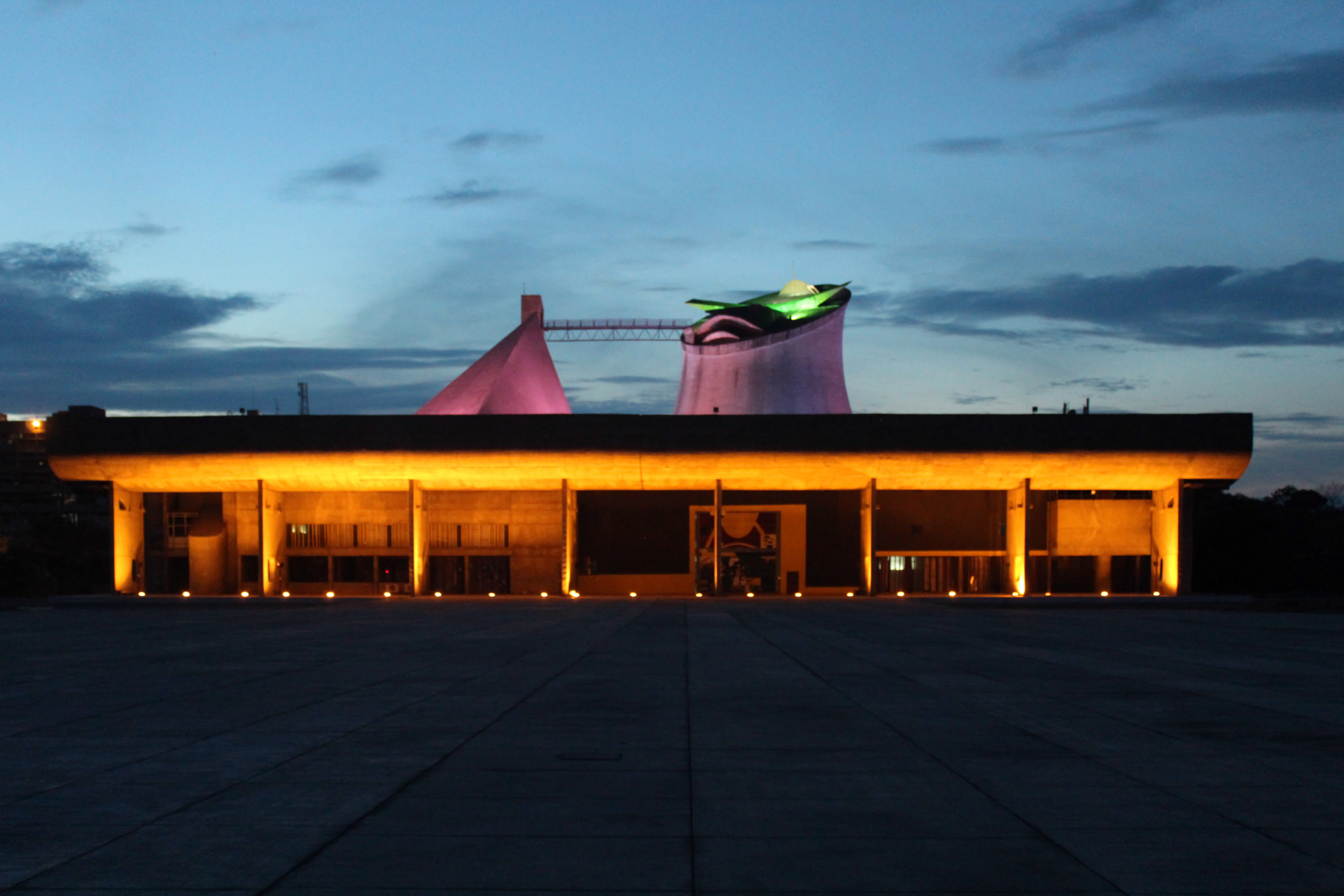
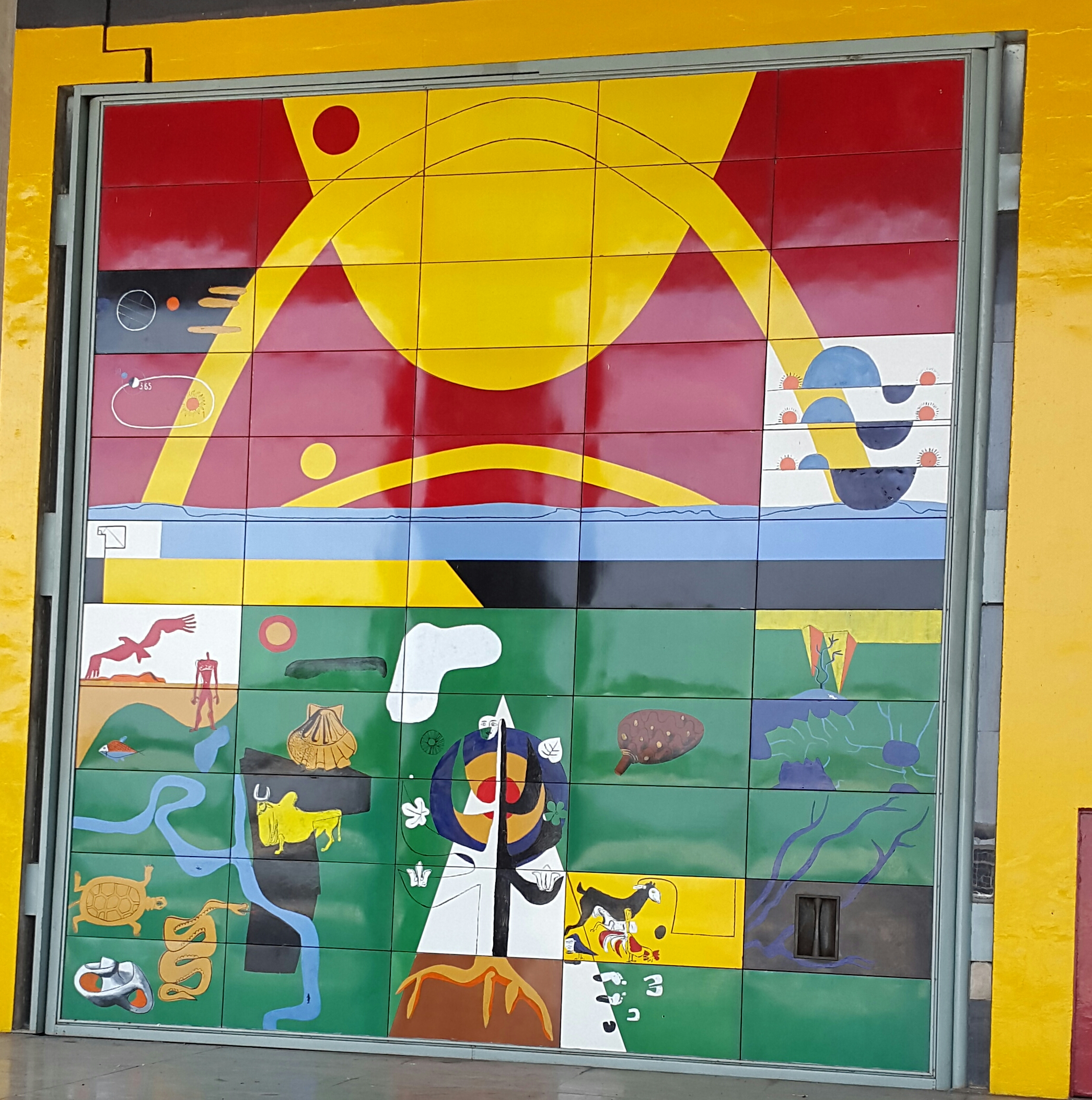
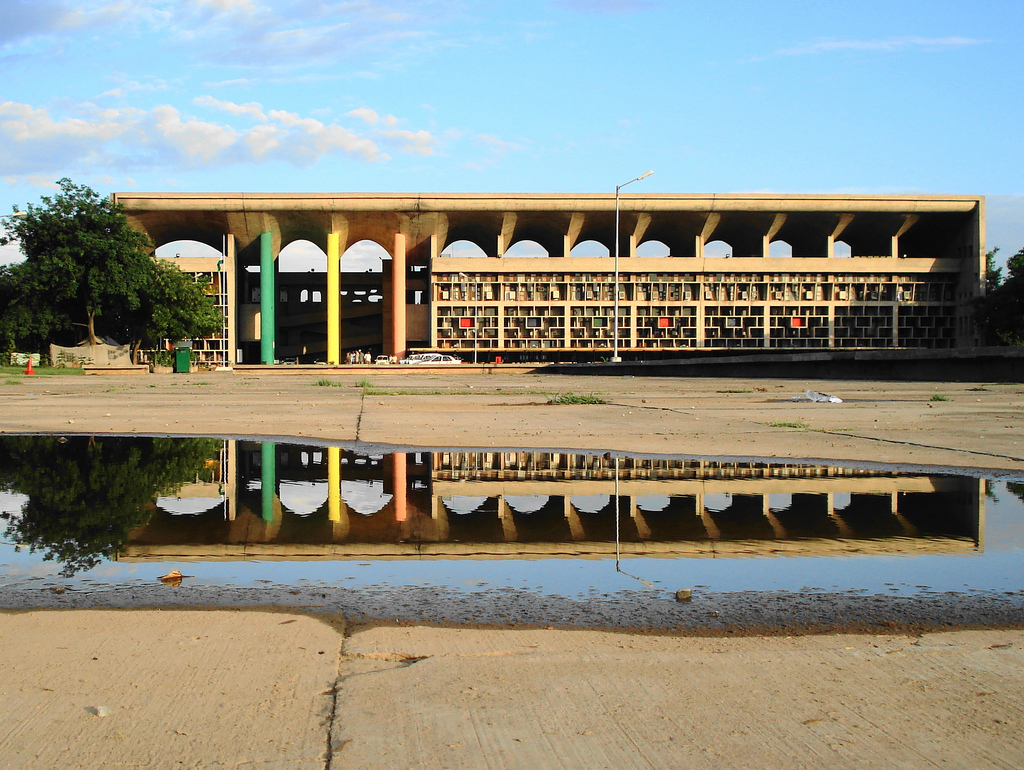
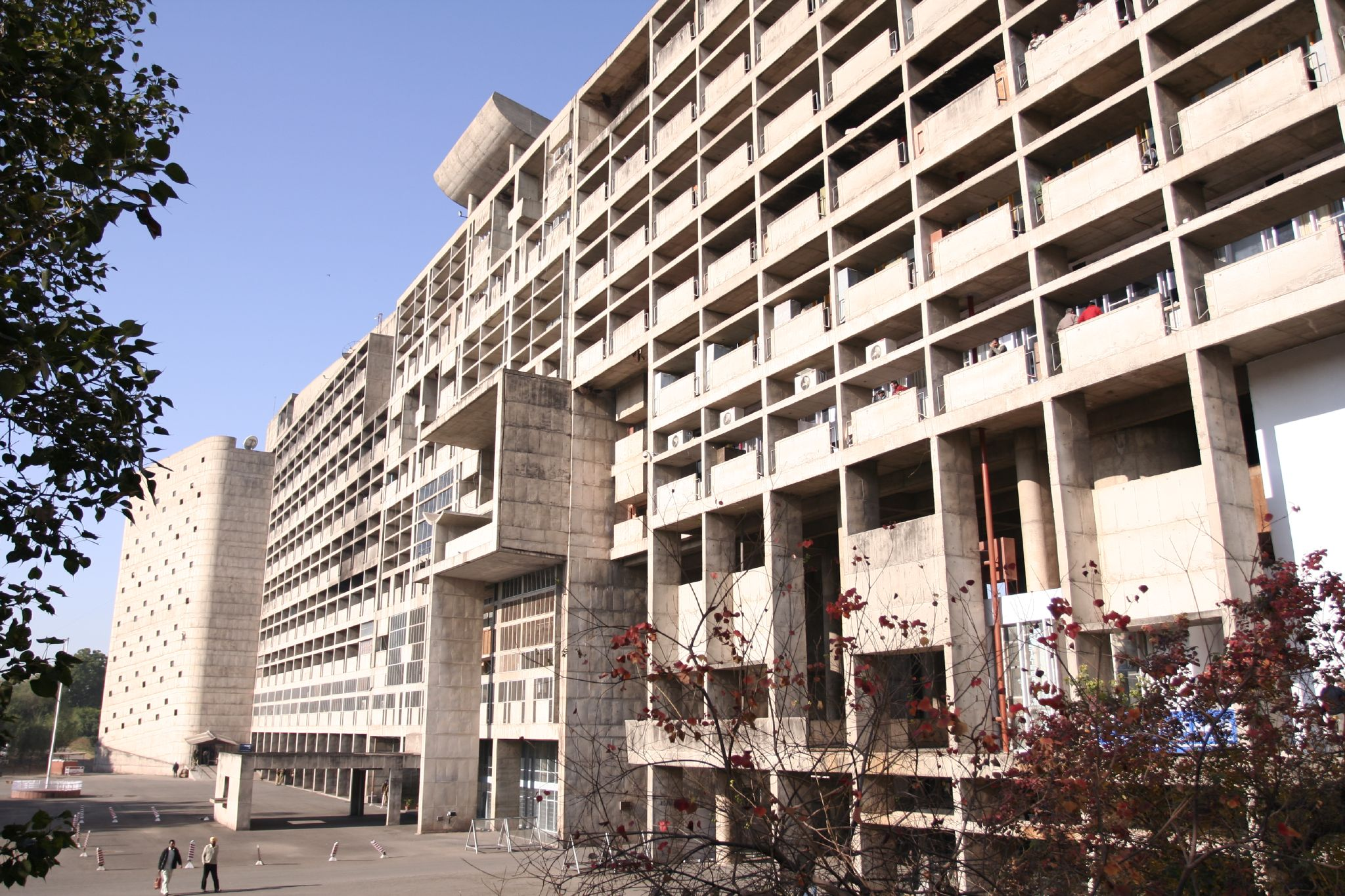